# ستيفن بروس
ستيفن بروس (11 يناير 1954 في زامبيا - 12 ديسمبر 2013) (بالإنجليزية: Stephen Bruce)‏ هو لاعب كريكت جنوب أفريقي.

## وصلات خارجية
- ستيفن بروس على موقع إي آس بي آن كريك إنفو (الإنجليزية)